# Parafia Wniebowzięcia Najświętszej Maryi Panny w Poznaniu
Parafia pw. Wniebowzięcia Najświętszej Maryi Panny w Poznaniu – parafia rzymskokatolicka znajdująca się w archidiecezji poznańskiej w dekanacie Poznań-Nowe Miasto. 
Erygowana przez abpa Antoniego Baraniak 1 stycznia 1958 roku. Mieści się przy ulicy Majakowskiego.

## Proboszczowie
- ks. Stanisław Kałek (1958–1992)[3]
- ks. Stefan Schudy (1992–1997)[4]
- ks. Dominik Kużaj (1997–2025)[5][2]
- ks. Eugeniusz Leosz (2025–nadal)[2]